# Сарколемма
Сарколемма (лат. sarcolemma) — клеточная мембрана мышечной клетки или мышечного волокна. Сарколемма имеет впячивания в саркоплазму (sarcoplasma) — внутриклеточную жидкость, формируя систему поперечных Т-тубул (от «transverse tubule», t-tubules). Система поперечных Т-тубул играет решающую роль в проведении ионных масс, проникающих сквозь мембрану, к саркоплазматическому ретикулуму (SR-sarcoplasmic reticulum) — в частности, ионов кальция Ca2+. Поступающие в клетку ионы Ca2+ являются триггером для высвобождения гораздо большего количества ионов кальция, которое запасается в саркоплазматическом ретикулуме. Последний является ключевым элементом в механо-кальциевом звене регуляции сократимости мышечной клетки, поскольку ионы кальция, высвобождаемые из саркоплазматического ретикулума, поступают в сократительный аппарат мышечной клетки и инициируют сокращение клетки.